# Bente Kahan

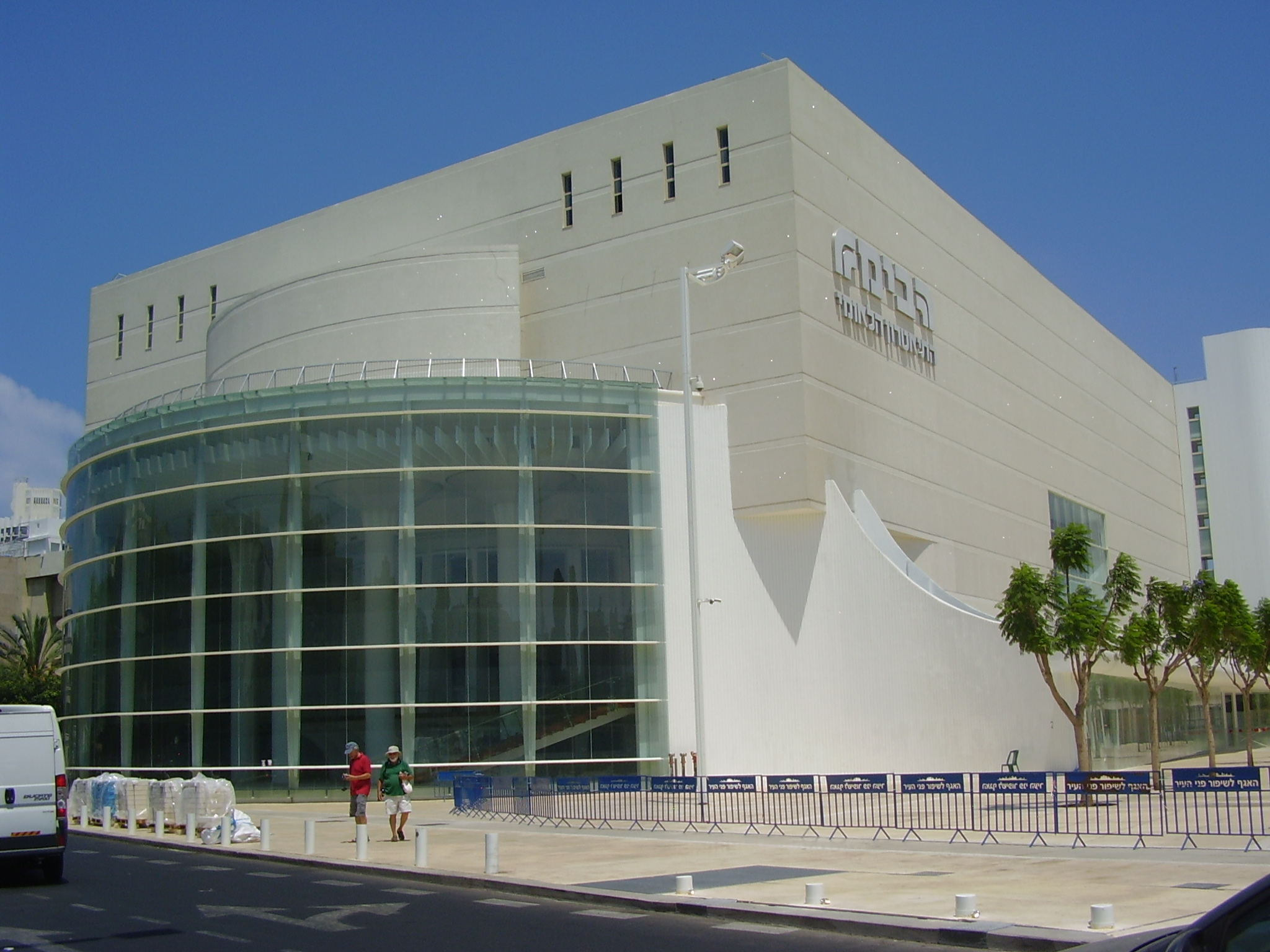
Národní izraelské divadlo Habima v Tel Avivu (2011)

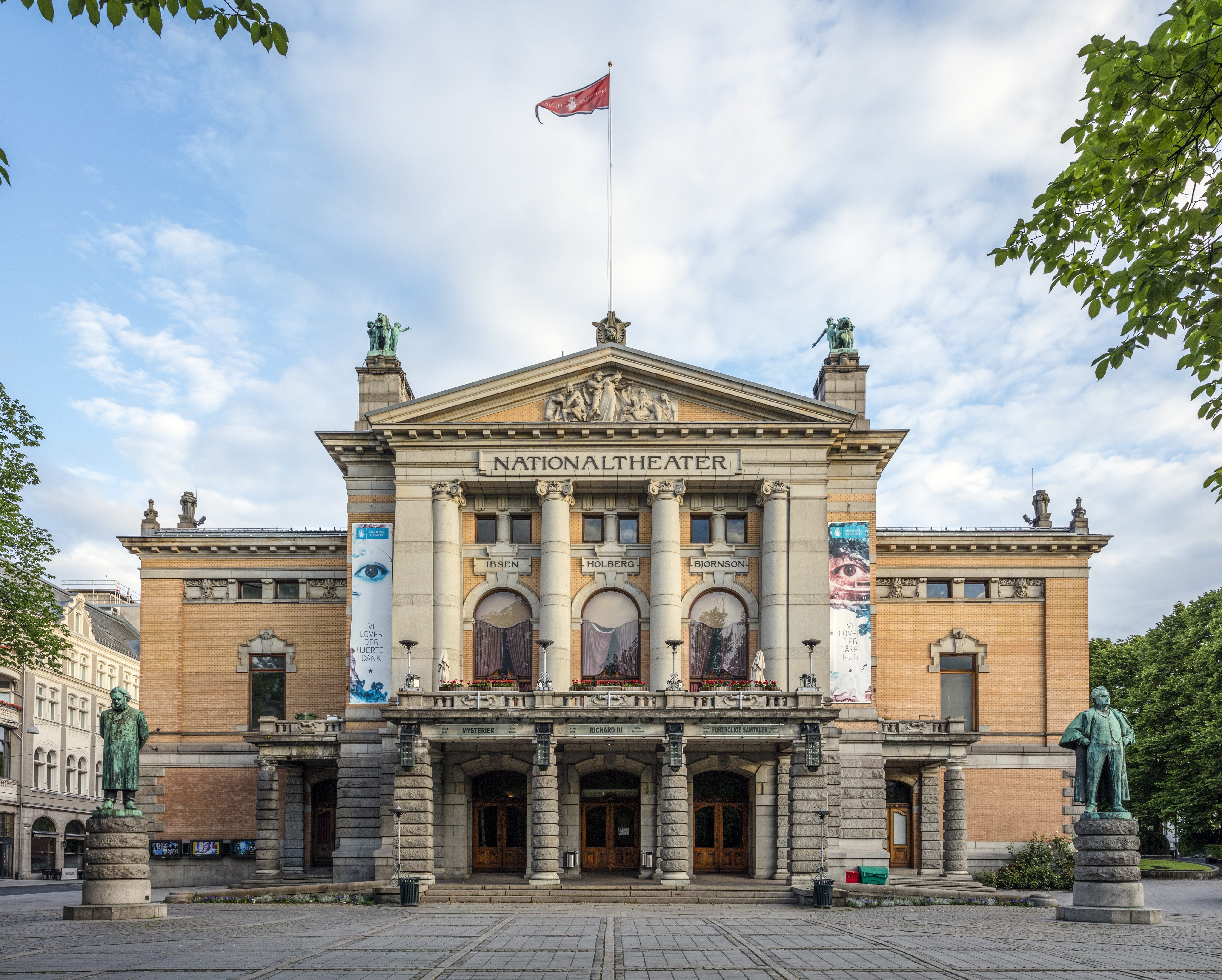
Norské Národní divadlo v Oslu (2016)

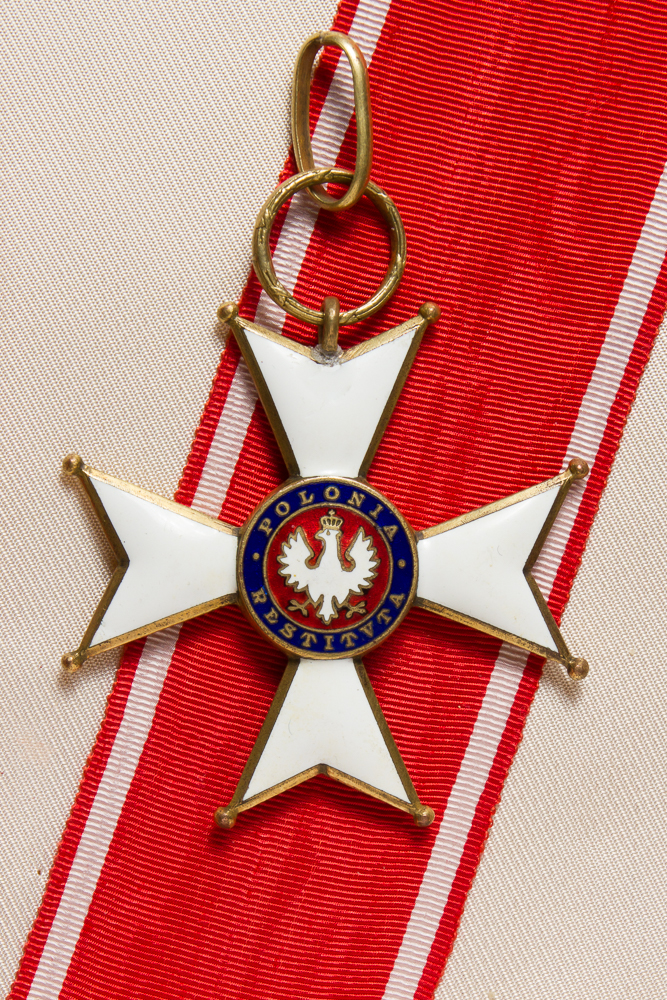
Řád znovuzrozeného Polska

Bente Kahan (* 23. září 1958 Oslo) je norská židovská sólová zpěvačka, herečka, muzikantka, režisérka a dramatička, která je známá svými ztvárněními a produkcemi jidiš lidové (chasidské) hudby a divadelních her. Od roku 2002 žije a pracuje v Polsku.

## Život
Bente Kahan se narodila v norském Oslu dne 23. září roku 1958 rodičům, kteří oba přežili holocaust. Její matka se narodila v Polsku, ale během druhé světové války se jí podařilo uprchnout do Švédska, zatímco většina její rodiny byla deportována do koncentračního tábora v Osvětimi, kde v roce 1942 přišla o život. Její otec byl rumunský chasidský rabín (člen satmarské hasidské sekty) Hermann Kahan,  který holokaust přežil jen díky pozornosti amerického vojáka, který si v osvobozeném koncentračním táboře všiml, jak se pod hromadou mrtvých těl maličko pohnula rabínova ruka.
Bente Kahan vystudovala uměleckou větev (divadelní umění) na univerzitě v izraelském Tel Avivu (Tel Aviv University) a ve svém studiu následně pokračovala na Hudební a divadelní (dramatické) akademii v americkém New Yorku (American Musical and Dramatic Academy).

## Profesní dráha
Bente Kahan zpívá převážně v jidiš, ale nahrála písně a hrála i v dalších jazycích – ladino (jazyk sefardských židů), hebrejsky a směsí jidiš s polštinou, s ruštinou, s norštinou, s maďarštinou, s němčinou a s angličtinou. (A těmito řečmi se Bente Kahan i domluví.)
Bente Kahan zahájila svou hereckou kariéru v roce 1981 v izraelském národním divadle Habima v Tel Avivu (jedno z prvních hebrejských divadel). Potom poprvé vystoupila jako zpěvačka v norském Národním divadle v Oslu, v roce 1983 pokračovala hrou v jidiš a kabaretní show Over Byen. S cílem rozvíjet svoje herecké schopnosti začala spolupracovat s docentkou dramatických a divadelních studií Ellen Foyn Bruun. Společně s Ellen Foyn Bruun  napsala Bente Kahan tři hry:
- Bessie – a Bluesical (o bluesové zpěvačce Bessie Smith; 1986);
- Letter Without a Stamp (česky: Dopis bez razítka; 1988) a
- norsky: Stemmer fra Theresienstadt (anglicky: Voices from Theresienstadt; česky: Hlasy z Terezína; 1995; v roce 1995 přeloženo do němčiny a v roce 1997 do angličtiny)

Poté, co Bente Kahan působila v několika norských divadelních společnostech, obdržela v roce 1990 cenu od norského ministerstva kultury, kterou použila k tomu, aby založila v Oslo v témže roce (1990) svoje vlastní divadlo Teater Dybbuk – Oslo (Dibuk; zkratka: TDO). Cílem tohoto divadla je zachování a pokračování židovsko-evropské kultury.
V roce 2001 se přestěhovala se svým manželem a dvěma dětmi do polské Vratislavi. Je současnou ředitelkou Vratislavského centra pro židovskou kulturu a vzdělávání (Wroclaw Centre for Jewish Culture and Education).

## Nadace Bente Kahan
Bente Kahan založila v roce 2006 nadaci (polsky: Fundacja Bente Kahan; zkratka: FBK) s cílem podpory vzájemného respektu a lidských práv nahlížených prizmatem holocaustu. Prvním počinem této nadace byla obnova synagogy Bílý čáp (White Stork; polsky: Synagoga Pod Białym Bocianem) z devatenáctého století ve Vratislavi, jedné jediné v tomto městě, která přežila holocaust. Synagoga nebyla zničena během listopadových pogromů v roce 1938 a ani za druhé světové války nebyla zcela zničena, ale během éry nacismu a komunismu byla zcela zdevastována (zchátrala především po exodu polských Židů po roce 1968). Obnova synagogy byla nadací zároveň pojímána jako součást snahy o zachování 800 let staré historie Židů v Dolním Slezsku. Obnova synagogy byla dokončena v roce 2010. V synagoze se nejen modlí, ale sídlí zde Mezinárodní centrum pro židovskou kulturu a vzdělávání (německy: International Zentrum für jüdische Kultur) a rovněž je zde umístěno Muzeum slezských Židů (německy: Museum der schlesischen Juden). Za svoje úsilí o obnovu synagogy obdržela Bente Kahan v roce 2010 od Dolního Slezska Cenu slezské kultury (německy: Kulturpreis Schlesien).
V roce 2013 byla Bente Kahan vyznamenána druhým nejvyšším polským občanským řádem, který je udělovaný za obecné zásluhy o Polskou republiku. Bente Kahan obdržela Rytířský kříž – Řád znovuzrozeného Polska – za úsilí v oblasti mezikulturního dialogu a za záchranu židovského dědictví Dolního Slezska. V roce 2019 obdržela Bente Kahan mezinárodní cenu „Most“ (německy: Internationaler Brückepreis; anglicky: The Brückepreis (Bridge prize)), která se uděluje každoročně tomu, kdo přispěl svojí celoživotní prací k lepšímu porozumění mezi národy v Evropě.

## Diskografie
- 1991: Yiddishkayt
- 1992: Farewell Cracow (Rozloučení v Krakově)
- 1996: Stemmer fra Theresienstadt (norsky) – Hlasy z Terezína
- 1996: Stimmen aus Theresienstadt (německy) – Hlasy z Terezína
- 1997: Voices from Theresienstadt (anglicky) – Hlasy z Terezína
- 1998: Di Gojim (hudba typu klezmer)
- 2000: Home (jidiš, ladino a hebrejsky) (Domov)
- 2005: Sing with us in Yiddish (Zpívej s námi jidiš)
- 2016: Only A Human Being Bente Kahan Sings The Poetry Of Tadeusz Różewicz (Pouze lidská bytost Bente Kahan zpívá poezii Tadeusze Różewicze)

## Terezínská kultura
Bente Kahan zhudebnila a začlenila do svého repertoáru několik terezínských básní od židovské básnířky a spisovatelky pro děti Ilse Weberové, jejichž původní melodie (složené Ilse Weberovou) se (s výjimkou jediné) nedochovaly. Terezínské kultuře věnovala Bente Kahan pozornost nejen co se týče zhudebnění textů Ilse Weberové, ale věnovala se i uměleckému odkazu českého kabaretiéra, komika, hudebního skladatele a spisovatele Karla Švenka nebo německého herce a režiséra židovského původu Kurta Gerrona.

Někteří představitelé terezínské kultury
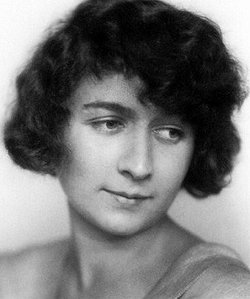
Ilse Weberová (před rokem 1928)
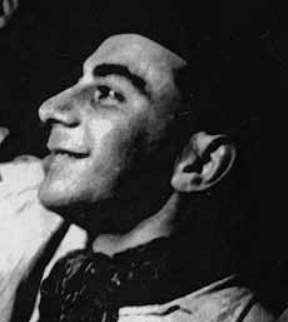
Karel Švenk (před rokem 1945)
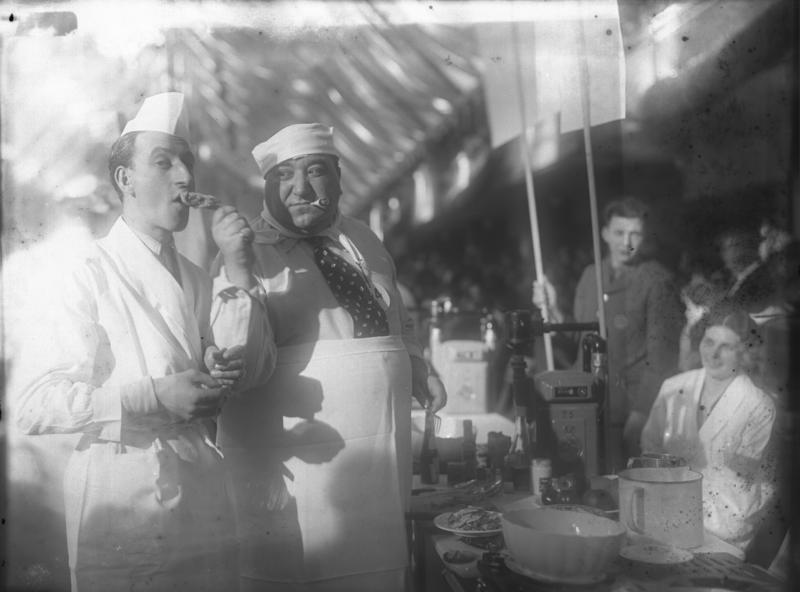
Kurt Gerron (uprostřed, rok 1931)

## Dovětek
Bente Kahan se věnuje jednak zpívané poezii, ale i hudbě typu Klezmer. Při svém sólovém zpěvu se doprovází hrou na kytaru. Vystupuje buď sama nebo spolupracuje s následujícími umělci: Chava Alberstein,  Flory Jagoda,  Karsten Troyke.  K nejznámějším jejím titulům patří: Tylko Muzyka a Jazz Sound. Bente Kahan nahrála několik CD, hrála a zpívala v mnoha zemích světa především v Evropě, Izraeli, USA i Austrálii.